# Cazuela de campo de Juneda

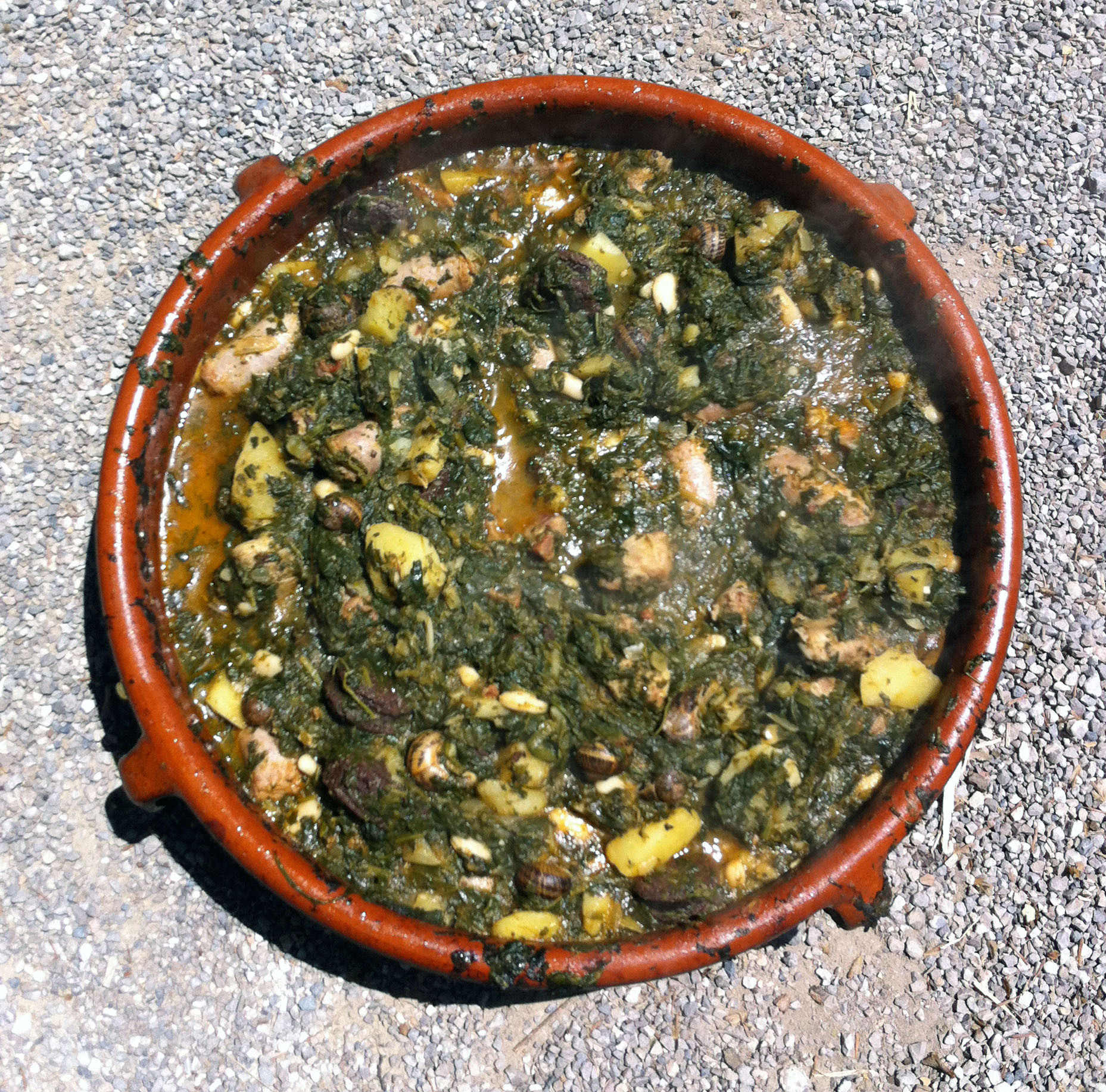
Cazuela de campo de Juneda (Cassola de Tros de Juneda)

La Cazuela de Campo de Juneda (en catalán, Cassola de Tros de Juneda) es una comida típica de la villa de Juneda, la cual es muy conocida dentro de la gastronomía catalana. Hoy en día existen muchas recetas diferentes a la hora de preparar una cazuela de campo, pero hay que recordar, que la cazuela de campo de Juneda solo se elabora con carne de cerdo, y sobre todo utilizando una cazuela de barro, un tres pies y leña.

## Origen
El origen de la cazuela de campo viene de los tiempos en que los agricultores no disponían de los medios de automoción actuales y trabajaban en el campo de sol a sol. A consecuencia de ello, tenían que llevar los alimentos de casa para comer allí mismo, donde se reunían con los vecinos de las fincas cercanas y hacían una cazuela con los productos que traían de casa y los ingredientes que podían encontrar en el huerto. De ahí surgieron las primeras formas de cocinar la cazuela de campo, con gran variedad de ingredientes y donde cada uno tenía su propia receta. Hoy en día se pueden diferenciar dos tipos de cazuela de campo según los productos de temporada, la de invierno y la de verano. La de invierno es con espinacas y patatas y la de verano es con cebolla, pimiento y berenjena, aunque hoy en día muchos cocineros hacen una receta mixta.

## Ingredientes y preparación
Podríamos decir que, intentar definir los ingredientes de una Cazuela de campo es una tarea casi imposible, ya que tal y como ocurre en el caso de las ensaladas, no hay una receta única, sino que existen muchas maneras e intervienen muchos ingredientes diferentes en su preparación.
A la hora de preparar una cazuela de campo cada cocinero tiene sus ingredientes favoritos y los combina a su manera para encontrar una excelente combinación y equilibrio de sabores de todos sus ingredientes básicos (patatas, caracoles, espinacas, carne de cerdo) con el resto de ingredientes añadidos.
La preparación de una cazuela de campo es un proceso delicado en el que radica la auténtica calidad del producto final. Tiene una gran importancia el control correcto del grado de espesura y evolución del tono del gusto, que se controla prudentemente con la sal, la pimienta y otras especies. Otro factor importante es el proceso de cocción, que hay que controlar con cuidado, paciencia y finura de paladar. La correcta elaboración de una cazuela es una tarea de paciencia, calma y paladar sensible.
Aunque no hay una doctrina definida, a la cazuela de campo habitualmente le es otorgado el papel protagonista dentro de la comida, que solo se complementa con un entrante ligero (generalmente alguna ensalada) y un postre suave (tipo helado o sorbete) Le va bien de acompañamiento los vinos del país, negros y astringentes, generalmente servidos frescos.

## Concurso de Cazuelas de Campo de Juneda

### Origen del concurso
En 1979 un grupo de jóvenes de Juneda de la revista local "Fonoll", encabezados por Joan Josep Solé Mateus y Ramon Triquell Salla, constituyeron, con mucho entusiasmo, una comisión para organizar una fiesta popular que pudiera reunir a todos los habitantes de Juneda alrededor de la tradición perdida de sus antepasados, de cocinar una cazuela de campo, cuando estos trabajaban en el campo de sol a sol y se reunían con los vecinos de las fincas cercanas para alimentarse.
Uno de los rasgos básicos de esta comisión era el de reconstruir el antiguo proceso de elaboración de la cazuela de campo, pero no solo en el aspecto culinario, sino también en lo social, convirtiendo el encuentro en una gran fiesta de hermandad, donde de una manera u otra, pudiera participar todo el pueblo de Juneda. Así, aparte de establecer una reglamentación básica (uso de la cazuela de barro, fuego de leña, y exclusión del arroz) se constituyó que la elaboración de cada cazuela se haría colectivamente por grupos de amigos (en catalán, collas), a los que les serían asignados a cada uno de ellos una parcela en la Plaza Cataluña de la villa, para poder cocinarla.
La fecha de la realización del primer concurso de la Cazuela de Campo de Juneda todavía era una incógnita, pero para facilitar el acceso no solo a los habitantes de Juneda, sino también los hijos del pueblo de la numerosa colonia barcelonesa, y al resto de público en general, se decidió que debía celebrarse un domingo de primavera.
Finalmente, se escogió que el mejor día para realizar el concurso de cazuelas de Campo sería el domingo de Pentecostés o segunda Pascua, de aquel año. De esta manera el día 3 de junio de 1979 se celebró el primer concurso de cazuelas de campo de Juneda.
La iniciativa de la comisión obtuvo una respuesta muy entusiasta y positiva por parte de todos los habitantes de Juneda, y en aquella primera edición ya participaron 36 grupos de cazuelas, que totalizaban unos 200 participantes aproximadamente. Se calcula que la participación popular fue de unas 2000 personas, y una vez hechas las cazuelas y estas fueron degustadas, por la tarde se coronó la fiesta en la Pista Parque Alegría de la villa, donde fueron entregados los trofeos a las mejores cazuelas de campo cocinadas durante la jornada.
Este éxito de participación ciudadana llevó a la comisión a plantearse la posibilidad de convertir la fiesta en anual, y así a la edición siguiente del año 1980, el programa fue mejorado de manera sensible, programando un pasacalle por las calles de Juneda, diversas actividades organizadas por el grupo L'Esplai y un recital de canto de habaneras y del orfeón de Juneda por la tarde, durante el acto de entrega de premios.
En esta segunda edición la inscripción aumentó verticalmente hasta las 84 peñas participantes, superando con creces la participación popular de la primera edición.
Las ediciones se fueron sucediendo sin fallar ningún año, y con participación siempre creciente (en 1985 participaron 173 grupos cazuelas y la participación popular fue de 15.000 personas), y la comisión se esforzó por introducir cada año diversos actos culturales y mejoras para la fiesta, que paralelamente se iba convirtiendo también en un día de atracción turística y de encuentro para los residentes en Juneda, y para aquellos junedencs que por alguna razón u otra no residían en el pueblo, y que para esta jornada volvían para celebrar la fiesta de las cazuelas de campo, complementando en este sentido la Fiesta Mayor de Juneda.
Buena parte de este aumento de participación y éxito se vio recompensado cuando una institución como la Generalidad de Cataluña otorgó un premio a la fiesta en el transcurso de la séptima edición del concurso, así como la aparición y seguimiento mediático de la fiesta en varios medios informativos, como los diarios de la provincia de Lérida "Segre" y "La Mañana", la publicación quincenal "Som Garrigues" y la revista local "Fonoll".
Otra de las mejoras que se han ido introduciendo a lo largo de los años es la calidad de los miembros del jurado, la mayoría de estos expertos gastronómicos y / o vinculados de alguna manera o de otra en el mundo culinario catalán.
Hoy, después de 40 años de existencia y con el cambio de ubicación de la Plaza Cataluña por el Parque de La Banqueta, la fiesta de las "Cazuelas de campo" de Juneda continúa celebrándose con éxito de participación ciudadana, y es y muy vigente dentro del calendario de la villa de Juneda.

### Programa del concurso
- Por la mañana todos los grupos de cazuelas se encuentran en el Parque de La Banqueta, y cada uno cocina su cazuela de campo en su parcela asignada previamente.
- Al mediodía los miembros del jurado hacen una cata de todas las cazuelas de campo de los grupos participantes.
- Posteriormente, cada grupo se dirige al lugar escogido por ellos mismos para comer y saborear así la cazuela de campo cocinada durante la mañana.
- Por la tarde, y para terminar la jornada, se reencuentran todos los grupos de cazuelas y se realiza baile y la entrega de premios a las cazuelas de campo premiadas.